# Attendorn

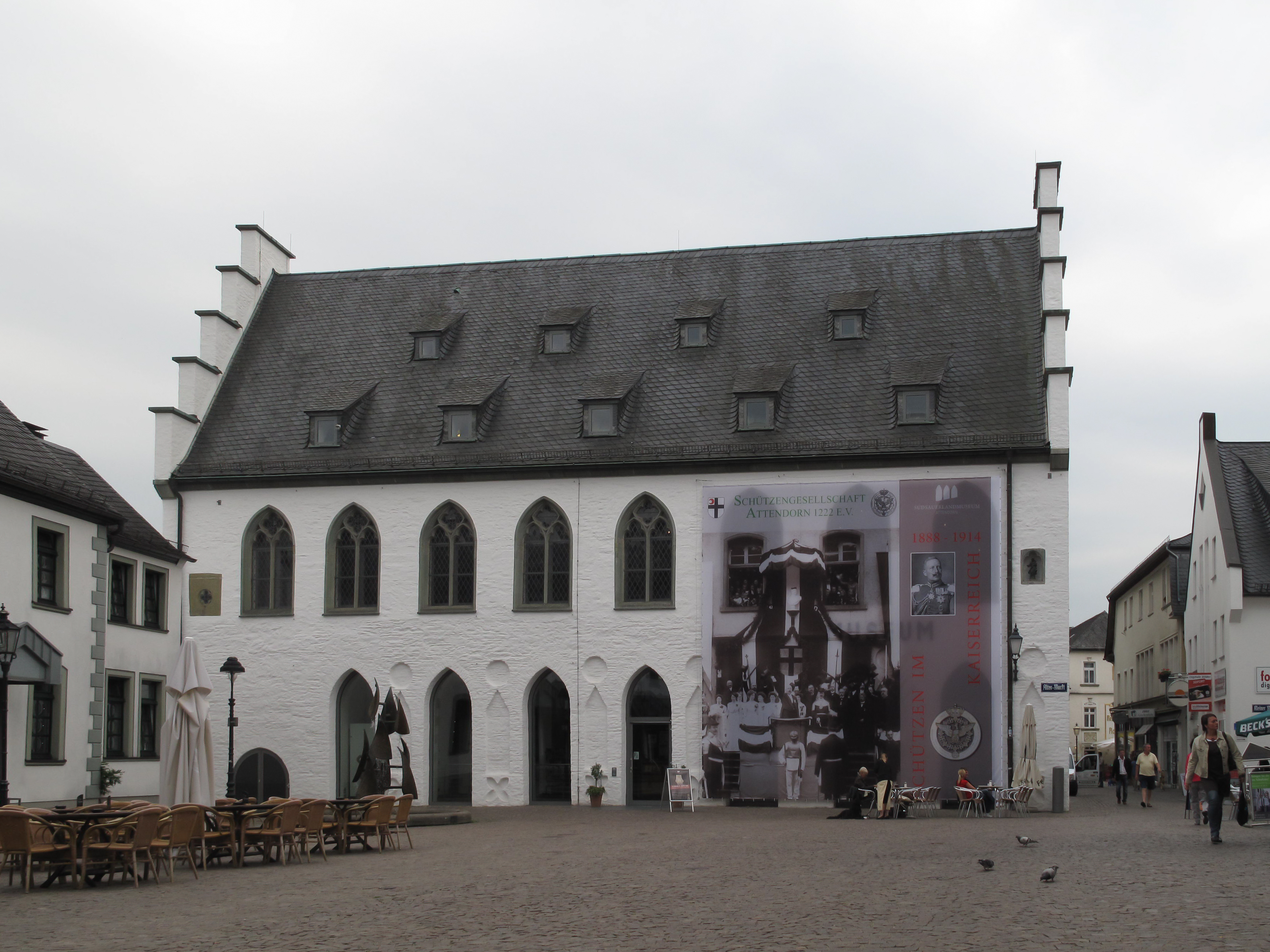
Attendorn, musée: das Südsauerlandmuseum

Attendorn est une ville de Rhénanie-du-Nord-Westphalie (Allemagne), située dans l'arrondissement d'Olpe, dans le district d'Arnsberg, dans le Landschaftsverband de Westphalie-Lippe. Elle fait partie de la région montagneuse du Sauerland.

## Évolution démographique
| Année | Population |
| ----- | ---------- |
| 1939  | 12.100     |
| 1950  | 15.600     |
| 1961  | 19.130     |
| 1962  | 19.560     |
| 1965  | 21.083     |

| Année | Population |
| ----- | ---------- |
| 1970  | 21.735     |
| 1975  | 22.080     |
| 1977  | 21.806     |
| 1987  | 21.668     |
| 1990  | 22.736     |

| Année | Population |
| ----- | ---------- |
| 1992  | 23.298     |
| 1997  | 23.863     |
| 1998  | 24.126     |
| 1999  | 24.267     |
| 2000  | 24.460     |

| Année | Population |
| ----- | ---------- |
| 2001  | 24.688     |
| 2002  | 24.791     |
| 2003  | 24.776     |
| 2004  | 24.836     |
| 2005  | 24.814     |

| Année | Population |
| ----- | ---------- |
| 2006  | 24.744     |
| 2007  | 24.818     |
| 2008  | 24.839     |
| 2009  | 24.780     |
| 2010  | 24.693     |

| Année | Population |
| ----- | ---------- |
| 2011  | 24.637     |
| 2012  | 24.399     |
| 2013  | 24.336     |